# Керол Патріс Кріст
Керол Патріс Кріст (англ. Carol P. Christ; 20 грудня 1945 — 14 липня 2021) — феміністична історикиня, богословиня, письменницею та праматір'ю руху Богині. Вона здобула ступінь доктора філософії в Єльському університеті та працювала професоркою у таких університетах, як Колумбійський університет і Гарвардська богословська школа. Її найвідоміша публікація — «Навіщо жінкам потрібна богиня». Спочатку це була основна доповідь на конференції «Відновлення великої богині» в Університеті Санта-Крус у 1978 році. Це есе допомогло започаткувати рух Богині у США та інших країнах. У ньому обговорюється важливість релігійних символів загалом, і вплив чоловічої символіки Бога на жінок зокрема. Кріст називала себе «богословкою» і як така зробила важливий внесок у розвиток богословської дисципліни, суттєво сприяючи створенню простору, в якому вона була набагато більш інклюзивною для жінок, ніж це було історично. Термін «теалогія» походить від давньогрецького θεά (theá, «богиня») + -логія.
Кріст написала п'ять важливих книг про жіночу духовність і феміністичну теологію та була співредакторкою двох класичних антологій: «Плетіння бачень: нові моделі феміністичної духовності» (1989); і «Піднесення жіночого духу» (1979/1989). Остання включала її есе «Чому жінкам потрібна богиня». Обидві антології включали феміністичні релігійні твори письменниць із дуже різноманітним релігійним походженням. Вона здобула ступінь доктора філософії в Єльському університеті. Керол П. Кріст викладала у великих університетах Сполучених Штатів, включаючи Колумбійський університет, Гарвардську богословську школу, Помонський коледж штату Сан-Хосе та Каліфорнійський інститут інтегральних досліджень. Будучи директоркою Інституту Аріадни, вона здійснювала паломництва до священних місць Греції, де містилися артефакти матріархальної релігії. Багато років вона проживала на грецькому острові Лесбос, на батьківщині поетеси Сапфо.

## Феміністична теалогія
Перша конференція жінок-богословок відбулася в 1971 році в коледжі Алверно в американському штаті Вісконсін. За словами Крісти, сенс теології для неї — це ідея впливу релігійних символів на людей, а також розуміння етичних рішень. Це процес підвищення свідомості, де жінки поєднуються. Вона застосувала свій підхід, уявляючи Богиню в патріархальній традиції. Вона визначила свої власні релігійні погляди як «іманентний інклюзивний монотеїзм і панентеїзм». Вона відрізнялася від своєї колеги Джудіт Пласков тим, що не вважала Богиню всемогутньою.

## Чому жінкам потрібна богиня
Її есе вплинуло на багатьох жінок, оскільки відкрило можливості для розуміння того, як релігія має великий вплив на наше життя. Кріст також говорить про те, як релігія, яка зосереджена виключно на чоловічому образі Бога, впливає на політичні та психологічні аспекти людського буття. Релігія, яка створила чоловіче уявлення про Бога, сприяє суспільній владі чоловіка, а також політичній стороні, оскільки вони автоматично отримують привілеї. Кріст конкретно згадав у своєму есе, що «релігійність, зосереджена на поклонінні чоловічому Богу, створює „настрої“ та „мотивації“, які утримують жінок у стані психологічної залежності від чоловіків та чоловічого авторитету», що дає ґрунтовне пояснення того, наскільки впливовий чоловік, що представляє Бога, впливає на настрої, а також мотивацію, чому жінки та їхні привілеї є такими, якими вони є. У християнстві, юдаїзмі та інших релігіях існує багато обмежень, яких повинна дотримуватися і через які повинна пройти жінка, через те, як ці релігії структурували ієрархію (де чоловіки контролюють все, а жінки перебувають під ними). Через те, що релігія контролюється чоловіками, феміністки не хотіли залишати її такою, якою вона є, і вносити поправки, щоб жінок також цінували.
У есе також розповідається про інших важливих історичних діячок та діячів, які підтримують ідею необхідності жіночого представлення богинь, як-от філософ Сімона де Бовуар, як вона сказала: «Чоловік має велику перевагу в тому, що бог схвалює код, який він пише; а оскільки чоловік здійснює суверенну владу над жінками, йому особливо пощастило, що ця влада була надана йому найвищою істотою».
Керол обговорила чотири аспекти символіки Богині, які важливо обговорити, щоб зрозуміти її крок до потреби Богині в житті жінок, щоб мінімізувати чоловіче представлення Бога. Вона говорила про
- Богиню як утвердження жіночої сили;
- жіноче тіло;
- жіночу волю;
- жіночий зв'язок і спадок.

За словами Кріст, найпростішою і основною ідеєю жінки-Богині є «визнання легітимності жіночої влади як доброчинної та незалежної сили», що означає, що влада жінки повинна бути інвестована таким чином, щоб вона була вищою за саму себе і мала незалежну владу над собою, а також підтримувати цю владу самостійно, щоб вона більше не залежала від чоловіків або чоловічих фігур як рятівників у різних ситуаціях. Жриця-феміністка Старговк також каже, що символ богині для неї означає, що це залежить від того, як жінка почувається, і більше того: «Коли я почуваюся слабкою, вона є тою, хто може допомогти і захистити мене. Коли я відчуваю себе сильною, вона є символом моєї власної сили». Ще один аспект, пов'язаний з жіночим тілом, полягає в тому, що Кріст зображує жінку як унікальну істоту. Жінки є менструантками, породіллями, і зв'язок жінок зі своїм тілом пов'язаний з природою та навколишнім світом. До жінок, які мають менструацію, протягом тривалого періоду часу ставилися по-різному, і табу на це питання також досить узагальнене. Це часто розглядалося як проблема з функціями тіла жінки, і багатьом жінкам також було заборонено входити до святих місць різних релігій через те, що менструація розглядалася як негативний вплив на жіноче тіло. Кріст також говорив про те, що Богиня також є символом породіллі, де жінки мають привілей, і це життєдайна сила, яку жінки несуть. Оскільки Богиня розглядається як творчиня всесвіту та життя, ідея Керол про жінку як породіллю автоматично сприяє ідеї здатності жінки створювати нове життя та викликати життя як акт Богині. Тоді жіночу волю також важливо визнавати і цінувати, навіть перебуваючи в патріархальному суспільстві. Жінка повинна розуміти, що її думка справедлива і їй не потрібно принижувати себе, намагаючись догодити іншим, ще й через те, що вона в патріархальному суспільстві. Нарешті, важливість жіночих зв'язків і спадщини, оскільки це також часто контролюється чоловіками як домінуючим джерелом. Кріст каже, що «оспівування зв'язків жінок одна з одною, як матерів і дочок, як колег і співробітниць, як сестер, подруг і коханих, починає відбуватися в новій літературі та культурі, створеній жінками в жіночому русі» означає, що розширення прав і можливостей жінок і покращення рівня життя можливе лише тоді, коли одна жінка починає підтримувати іншу. Відомо, що зв'язок мати-дочка — це особливий зв'язок, оскільки мати, будучи творцем своєї дитини, вже символізувала себе як Богиню народження. Сімона де Бовуар також зазначила, що «відносини між матір'ю та дочкою спотворені в патріархаті, тому що мати повинна віддати свою доньку чоловікам у чоловічій культурі, де жінки вважаються нижчими».

## Значимість
За науковим джерелом, Керол вважала, що «необхідно взяти на себе ризик писати особисто, тому що таким чином ми залишаємося вірними тому, що знаємо на найглибших рівнях нашого буття, а також інсайтам, з якими ми творимо феміністичне богослов'я». Ідеологія Кріст не нехтує релігією та не ставить її під сумнів, вона ґрунтується виключно на авторитарному правосудді та поклонінні чоловічим фігурам, що є принизливим для жінок. Кріст написала ще одне продовження «Чому жінкам потрібна богиня» до «Чому жінкам, чоловікам та іншим живим істотам все ще потрібна богиня». Він стверджує, що навіть сьогодні кожному потрібна фігура Богині, щоб контролювати владу ієрархії та патріархату. Кріст написала шість книг у своїх сферах дослідження фемінізму, і згадуються такі:
- Вона, яка змінюється (Palgrave Macmillan, 2003)
- Відродження Богині (Routledge, 1998)
- Одіссея з Богинею (Континіум, 1995)
- Плетіння візій (співредакторка із Джудіт Пласков, 1989)
- Сміх Афродіти (Harper, 1987)
- Пірнання на глибину та спливання (Beacon, 1980/1986/1995)
- Піднесення жіночого духу (співредакторка із Джудіт Пласков) (Harper & Row, 1979, 1989)

## Нариси
- Christ, Carol P. (Spring 1978). Why Women Need the Goddess (PDF). Heresies: A Feminist Publication on Art and Politics. Heresies Collective. 2 (1): 8—13.
- Ecofeminism: Women, Nature, Dualism and Process-Relational Philosophy. Heusenstamm, Germany: Ontos Verlag. ISBN 9783938793923.
- Christ, Carol P. (2004). Carol P. Christ. У Braude, Ann (ред.). Transforming the Faiths of Our Fathers: Women Who Changed American Religion. St. Martin's Press. с. 97–113. ISBN 978-1403964601.

## Смерть
Про смерть Кріст від раку Асоціація вивчення жінок і міфології оголосила 14 липня 2021 року. Некролог на честь її внеску в феміністичну теологію можна знайти в блозі «The Girl God». Американська академія релігії запам'ятала її за служіння організації та піднесення руху Богині.